# جيف تشان
جيف تشان (بالإنجليزية: Jeff Chan)‏ هو عازف ساكسفون وملحن أمريكي، ولد في 23 نوفمبر 1970 في كونكورد في الولايات المتحدة.